# Lyžbice
Lyžbice (pol.: Łyżbice, něm.: Lischbitz) je část města Třinec v okrese Frýdek-Místek. Nachází se na jihu Třince. V roce 2009 zde bylo evidováno 1249 adres. V roce 2001 zde trvale žilo 18173 obyvatel.
Lyžbice je také název katastrálního území o rozloze 4,76 km2.
Původně samostatná obec Lyžbice byla k městu Třinec připojena v roce 1946. V roce 1939 měly Lyžbice 1668 obyvatel, k slezské národnosti se tehdy přihlásilo 1204, k polské národnosti 344, k české 13 a k německé 100 obyvatel. Lyžbicemi prochází železniční trať se zastávkou Třinec Centrum. Na východ od železnice až k řece Olši, tzn. za tratí, se nachází zástavba rodinných domů, dřevomodelárna a garážová osada. Od tratě na západ až k evropské silnici E75 jsou Lyžbice zastavěny panelovými domy a jsou zde obchodní centra s dvěma náměstími, z nichž níže položené nese název T. G. Masaryka, a výše položené, nacházející se na tzv. Terase, s názvem Svobody. U náměstí Svobody se nachází kino Kosmos, kulturní dům Trisia, hotel Steel, Finanční úřad aj. Na západ od E75 se nachází lokalita Kamionka, kde je opět zástavba rodinných domů a evangelický hřbitov.

## Název
Jméno Lyžbice je hlásková úprava německého Lischbitz, doloženého (zprvu jako Lysobicz) od 17. století. Německé jméno vzniklo hláskovou úpravou staršího českého, písemně nedoloženého Lyšovice. Jeho základem bylo osobní jméno Lyš nebo Liš a výchozí tvar Lyšici/Lišici byl pojmenováním obyvatel vsi ("Lyšovi/Lišovi lidé").

## Pamětihodnosti obětem 2. světové války
- Památník (Třinec, Revoluční 609) obětem 2. světové války na stránkách ministerstva obrany]